# Coupe des Pays-Bas de football 1942-1943
Navigation
Édition précédente Édition suivante
La Coupe des Pays-Bas de football 1942-1943, nommée la KNVB beker, est la 35e édition de la Coupe des Pays-Bas.

## Finale
La finale se joue le 27 juin 1943 au stade olympique d'Amsterdam. L'Ajax Amsterdam bat le DFC 3 à 2. Amsterdam remporte son deuxième titre.